# Fotoemulsion
Als Fotoemulsion wird eine dünne lichtempfindliche Schicht bezeichnet, mit der verschiedene Trägermaterialien, wie Glas und Folien aus Zellulose oder Polyestern, beschichtet werden. Die lichtempfindliche Fotoemulsion bildet die Grundlage für alle fotografischen Platten, Filme und Papiere.

## Aufbau und Zusammensetzung
Bei der „Fotoemulsion“ handelt es sich eigentlich um keine Emulsion. Die lichtempfindliche Schicht ist vielmehr eine Suspension, denn es handelt sich um eine Aufschlämmung fein verteilter Kristalle in Gelatine, also ein Gel. Trotzdem hat sich der Begriff Fotoemulsion eingebürgert.
Fotoemulsionen bestehen aus Gelatine mit den eingebetteten Halogeniden Silberchlorid, Silberbromid oder Silberiodid. Die Halogenide entstehen aus Umsetzungen von Kochsalz (Natriumchlorid (NaCl)), Kaliumbromid (KBr) und Kaliumiodid (KI) mit Silbernitrat. 
Silberhalogenide bilden Kristallstrukturen, in denen die Elemente geladen vorliegen (Ag+, Cl−) = Ionengitter. Theoretisch ist dabei jedes Silberion von sechs Chloridionen (analog zu Bromid- und Iodid-) umgeben und jedes Chloridion von sechs Silberionen. In der Praxis ist es jedoch so, dass zumindest einige der Silberionen, so genannte Zwischengitter-Silberionen, ihren Platz verlassen und sich im Kristall bewegen. Diese Ionen spielen eine wichtige Rolle bei der weiteren Entstehungsgeschichte eines latenten Bildes.
Störstellen-Silberhalogenide sind lichtempfindlich, wobei die Empfindlichkeit vom Iodid über das Bromid zum Chlorid abnimmt. Sie sind jedoch nur für blaues und UV-Licht empfindlich. Auf größere Wellenlängen reagieren sie nicht. Daher müssen sie spektral sensibilisiert werden. Dabei werden sie mit Farbstoffmolekülen ummantelt, welche die Lichtquanten einfangen und Elektronen in Richtung Kristall liefern.
Beim Auftreffen eines solchen Elektrons (Fotoelektron) auf ein Zwischengitter-Silberion vereinigen sich beide zum Silberatom, trennen sich aber sofort wieder. Bei der chemischen Reifung der Emulsion entstehen jedoch Ag2-Reifungskeime. Trifft das Elektron in der Nähe eines solchen Reifungskeimes auf ein Zwischengitter-Silberion, findet die Trennung nicht statt. Das entstandene Silberatom lagert sich an den Ag2-Keim an, wodurch ein Ag3-Cluster entsteht. Wiederholt sich dieser Vorgang ein weiteres Mal, entsteht ein langzeitstabiler und entwickelbarer Ag4-Cluster. Somit ist ein Latentbild entstanden.
Alle ausreichend belichteten Kristalle werden somit zu metallischem Silber. Die nicht belichteten Kristalle werden später beim Fixieren aus der Schicht herausgelöst, welche somit stabilisiert wird. Dadurch entsteht das Negativ.
Bei Farb- und Umkehrfilmen sorgt eine kompliziertere Schichtenfolge bzw. Entwicklung für die gewünschten Effekte.

## Orthochromatische Emulsion
Eine orthochromatische Emulsion ist empfindlich für das sichtbare Licht zuzüglich Ultraviolett, aber ohne die Farbe Rot. 
In der Frühzeit der Fotografie war damit beschichtetes Aufnahmematerial die Regel, weshalb insbesondere die menschlichen Hauttöne bei alten Fotografien oft recht seltsam anmuten. Um diesen Effekt zu mildern, mussten die zu porträtierenden Personen bisweilen eine umfangreiche Schminkprozedur über sich ergehen lassen.  
Orthochromatische bzw. nicht sensibilisierte Filme und Papiere werden meist dort eingesetzt, wo ohnehin durchgängig schwarzweiß gearbeitet wird (z. B. Schwarz-Weiß-Vergrößerung vom Schwarz-Weiß-Negativ) bzw. die Wandlung der Farbtöne in stimmige Graustufen unkritisch ist, etwa in vielen Bereichen der Reprofotografie.

## Panchromatische Emulsion
Eine panchromatische Emulsion ist empfindlich für Licht jeder Farbe bzw. jeder Wellenlänge des sichtbaren elektromagnetischen Spektrums.
Die spektrale Empfindlichkeit reicht über den gesamten sichtbaren Bereich von 400 bis 700 nm. Dies wird bei der Herstellung der Emulsion durch Beimischung spezieller lichtabsorbierender Substanzen erreicht (Sensibilisierung). 
Panchromatische Filme zeichnen sich durch eine tonwertrichtige Wiedergabe der Farben aus: Die Wahrnehmung der Graustufen entspricht dem Helligkeitseindruck des Auges. Schwarz-Weiß-Filme für den Einsatz in der bildhaften Fotografie sind daher heutzutage fast ausnahmslos panchromatisch sensibilisiert.
Zur Herstellung farbwertrichtiger Schwarz-Weiß-Abzüge von Farbnegativen stehen einige wenige Fotopapiere mit panchromatischer Emulsion zur Verfügung (z. B. Kodak Panalure). Diese können natürlich – ebenso wie ein normaler Pan.-Negativfilm – nicht mit der üblichen roten Dunkelkammer-Beleuchtung eingesetzt werden. Allerdings gibt es für die Dunkelkammer Material mit verminderter Empfindlichkeit im Bereich der Natriumlinien (etwa 589 nm), so dass bei begrenzter Expositionsdauer eine schwache Natriumdampflampe zur Beleuchtung eingesetzt werden kann.